# Светлана Адамовић
Светлана Лана Адамовић (Београд, 11. фебруар 1953 — 27. август 2011) била је економиста, ванредни професор Факултета политичких наука Универзитета у Београду. У знак сећања на лик и дело проф. др Светлане Лане Адамовић, Факултет политичких наука и породица Адамовић додељују годишњу награду за најбољег студента, која носи име Светлана Адамовић.

## Биографија
Др Светлана Адамовић је рођена 11.2.1953. године у Београду. Дипломирала је на Економском факултету у Београду, са просечном оценом 9,58. Њен дипломски рад је награђен Октобарском наградом града Београда за најбоље стручне и научне радове студената.
Степен магистра економских наука стекла је 1980. године на Државном универзитету Флориде, у Талахасију (ФСУ). Докторску дисертацију  одбранила је на Економском факултету у Београду 1990. године.
Била је Фулбрајтов стипендиста на Државном универзитету Калифорније у Лос Анђелесу (УЦЛА) и на Државном универзитету Флориде у Талахасију, (ФСУ), школске 1987/88 и 1988/89 године, а школску 1998/99 годину провела је као гостујући профессор на Државном универзитету Флориде у Талахасију, где се бавила научно-истраживачким радом и учествовала у настави.
За асистента приправника изабрана је на Машинском факултету у Београду 1980. На Факултету политичких наука у Београду запослила се 1983. године , где је бирана у звања асистента, доцента и ванредног професора на предметима Савремени економски системи и Међународни економски односи.
Професорка Адамовић је учествовала на бројним домаћим и међународним научним скуповима.

## Објављене књиге и радови
- Висока технологија и структурне промене: Стратегија САД, Јапана и Западне Европе, Дечје новине, Горњи Милановац, 1991.
- Економија и просперитет - шта свако треба да зна о тржишној привреди, Издавач: Институт економских наука, Београд, 1996.
- Економски дијалози, приређивање, превод и критички предговор, Издавач: Службени гласник, 2008. (490 стр).

Објавила је и више десетина научних радова у домаћим и страним монографијама, зборницима и научним часописима.